# Combat de Malkiyé
Guerre civile syrienne
Batailles
Le combat de Malkiyé se déroule le 31 juillet 2015 pendant la guerre civile syrienne. Il s'achève par la victoire des djihadistes du Front al-Nosra, qui attaquent le siège de la Division 30, une unité rebelle armée et formée par les États-Unis. 

## Prélude
En mai 2015, l'administration Obama met en place un programme de formation et d'équipement de rebelles syriens modérés avec pour objectif d'entraîner 5 000 rebelles par an dans le but de créer une « Nouvelle force syrienne » afin d'affronter les forces de l'État islamique. Cependant le 7 juillet 2015, Ashton Carter, secrétaire américain à la Défense déclare devant le Sénat que seulement 60 hommes ont été formés à cette date à cause d'une sélection particulièrement stricte,. 
Quelques jours plus tard, à la mi-juillet, l'Unité 30 de la « Nouvelle force syrienne », forte de 54 hommes avec 30 véhicules entre en Syrie depuis la Turquie. La plupart de ses membres sont des Turcomans ou des rescapés du Mouvement Hazm ou du Front révolutionnaire syrien,. 

## Déroulement
Cependant dès le 29 juillet, le chef de l'unité, le colonel Nadim al-Hassan, un Turcoman déserteur de l'armée syrienne, est enlevé par le Front al-Nosra avec sept de ses hommes. Ils sont capturés alors qu'il regagnaient leur quartier-général à Malkiyé, après une réunion à Azaz,. Le lendemain, le département de la Défense des États-Unis dément et affirme qu'aucun combattant formé dans le cadre d'un programme du Pentagone n'a été enlevé. Cependant l'enlèvement, avancé par l'Observatoire syrien des droits de l'homme (OSDH), est ensuite confirmé par un communiqué de l'unité 30 qui réclame la libération des prisonniers. Puis revendiqué par le Front al-Nosra.
Le Front al-Nosra, visé par les frappes aériennes de la coalition, refuse d'accepter des combattants qu'il considère comme étant « des agents des intérêts américains dans la région » et le 31 juillet à l'aube, il lance l'assaut sur le siège de la Division 30, dans le village de Malkiyé,,,.
La coalition menée par les États-Unis intervient et bombarde des positions du Front al-Nosra près d'Azaz.
Le soir du 31 juillet, l'Unité 30 affirme avoir repoussé l'attaque des forces d'al-Qaïda contre son QG et demande « à tous les combattants de l'Armée syrienne libre (ASL) de se dresser sérieusement et effectivement contre les actes du Front al-Nosra et appelle les frères d'Al-Nosra à cesser leurs actes et à préserver les sang des musulmans ».

## Pertes et conséquences
Le 2 août, l'OSDH affirme que les affrontements ont fait 7 morts du côté de la Division 30 et de ses alliés et 25 tués chez les djihadistes du Front al-Nosra, causés pour la plupart par les frappes aériennes de la coalition. De son côté, l'Unité 30 affirme donne le soir du 31 juillet un bilan de 5 tués et 18 blessés pour ses forces. Les deux autres tués appartiendraient à Jabhat al-Akrad
Le 3 et 4 août, cinq autres rebelles de la Division 30 sont encore enlevés par le Front al-Nosra dans le village de Qah. Sept prisonniers sont cependant relâchés par le Front al-Nosra le 16 août.
En quelques jours, la campagne militaire des rebelles modérés soutenus par les Américains a viré au désastre, plus de la moitié des hommes de l'unité ont été mis hors de combat. À la mi-septembre, le général Lloyd Austin, chef de l'United States Central Command, reconnait que seulement 4 ou 5 rebelles formés et équipés par les forces américaines combattent alors l'État islamique sur le terrain. Le Pentagone indique également que, sur le 54 hommes de la Division 30, un autre a été abattu, un autre capturé, 18 sont portés disparus, 14 ont fait défection en Syrie, 11 ont fui le pays et seulement 9 hommes sont restés combattre.

## Suites
Le 18 septembre, 70 à 75 autres rebelles de la division 30 commandés par Anas Ibrahim Obaid entrent en Syrie, mais cette nouvelle expédition est un nouveau fiasco. Dès leur arrivée, les rebelles remettent leurs armes au Front al-Nosra. Le lendemain le colonel Mohammad Daher, chef d'état-major de la Division 30, démissionne et dénonce dans un communiqué « la lenteur dans la mise en œuvre du programme de formation de la Division 30, le manque d'effectifs », ainsi que « le manque de sérieux dans la mise en œuvre du projet de création de la Division 30, [...] le manque d'équipements de base pour pouvoir travailler, [...] le manque de précision et de méthodologie dans la sélection des cadres de la Division 30 » et « l'hétérogénéité des idées des personnes entraînées afin d'atteindre l'objectif pour lequel la Division 30 a été créée »,,,. Selon l'OSDH, 35 à 40 combattants de la Division 30 font défection pour créer une unité indépendante ; le « Rassemblement des révolutionnaires d'Atareb ». Anas Ibrahim Obaid, alias Abu Zayd, confirme également avoir fait défection pour former une unité indépendante.
Le 25 septembre, le commandement des forces américaines au Moyen-Orient reconnait que les rebelles de la deuxième unité de la Division 30 ont remis au Front al-Nosra six pick-up et une partie de leurs munitions et près 25 % de leur équipement en échange de leur passage. Un récit identique est donné par Mohammad Ataribi, porte-parole du « Rassemblement des révolutionnaires d'Atareb ».
Selon Wassim Nasr, journaliste de France 24 et spécialiste du djihadisme : « Les États-Unis n'arrivent pas à recruter, car les Syriens veulent se battre contre le régime, pas contre l'EI. Allez donc expliquer aux populations sunnites, sur lesquelles les barils d'explosifs continuent de pleuvoir, que l'ennemi n'est pas el-Assad et que celui-ci redevient un interlocuteur aux yeux de la communauté internationale. Ainsi, vous comprendrez pourquoi le Front al-Nosra, au bout de quatre ans de guerre et de radicalisation, est populaire dans le pays ».
Le 9 octobre, alors que la Russie a commencé depuis peu une campagne de frappes aériennes en Syrie, les États-Unis annoncent que le programme de formation et d'équipement de rebelles syriens modéré va être réduit. Le projet pourrait même être définitivement arrêté,.